# المجلس الاستشاري الوطني (إيران)
مجلس الشورى الوطني (الفارسية: مجلس شورای ملی)، أو ببساطة المجلس، كان الهيئة التشريعية الوطنية لإيران من عام 1906 إلى عام 1979.
انتُخب بالاقتراع العام، باستثناء القوات المسلحة والمجرمين المدانين ولكن بعد عام 1963 تم تضمين النساء، اللواتي يمكنهن التصويت والترشح.

## الملاحظات والمراجع
- أفاري، جانيت. الثورة الدستورية الإيرانية 1906-1911 . مطبعة جامعة كولومبيا. 1996.(ردمك 0-231-10351-4)رقم ISBN 0-231-10351-4

35°41′25″N 51°26′00″E / 35.6903°N 51.4333°E